# Petr Málek
Petr Málek (ur. 26 listopada 1961 w Moravskim Krumlovie, zm. 30 listopada 2019 w Kuwejcie) – czeski strzelec sportowy. Srebrny medalista olimpijski z Sydney.
Specjalizował się w skeecie. Brał udział w dwóch igrzyskach (IO 88, IO 00). W 2000 zajął drugie miejsce, wyprzedził go Mykoła Milczew. Był mistrzem świata w rywalizacji drużynowej w 1990 (jeszcze jako reprezentant Czechosłowacji) i 2001. Srebro wywalczył w 1998 i był trzeci w 1991.